# Suttapitaka
De Suttapitaka is een van de drie pitakas (manden ofwel onderdelen) van het Pali-canon van het theravadaboeddhisme. Het bevat de toespraken (soetra's) die de Boeddha gaf over zijn leer, de Dhamma. Een aanzienlijk aantal toespraken van de suttapitaka is gehouden door voorname discipelen van de Boeddha, zoals Sariputta, Moggallana en Ananda.

## Structuur
De Suttapitaka valt uiteen in vijf nikayas (verzamelingen) waarvan de eerste vier tussen de vijfde en derde eeuw v.Chr. werden samengesteld. De vijfde nikaya is van later datum:
1. de Digha Nikaya bevat de lange toespraken (34 in totaal).
2. de Majjhima Nikaya bevat de middellange toespraken (152 in totaal).
3. de Samyutta Nikaya bevat (veelal korte) toespraken die gegroepeerd zijn naar onderwerp. Alle toespraken over sotapannas zijn zo samen in een hoofdstuk gezet. De Samyutta Nikaya is in de Engelse vertaling twee keer zo groot als de Majjhima Nikaya, maar bevat veel meer toespraken, die veelal van mindere lengte zijn.
4. de Anguttara Nikaya bevat veelal korte toespraken die gegroepeerd zijn naar een nummer, wat centraal staat in de betreffende sutta. Een toespraak over de Vier Nobele Waarheden kan dus gevonden worden in het hoofdstuk van het nummer 4. De Anguttara Nikaya is ongeveer even groot als de Samyutta Nikaya.
5. de Khuddaka Nikaya bevat kleinere verzamelingen toespraken, die vaak als aparte boeken uitgegeven worden. Sommige van de boeken van de Khuddaka Nikaya zijn van latere datum (tot 250 v.Chr.). De boeken van de Khuddka Nikaya zijn:
  1. Khuddakapatha, korte passages
  2. Dhammapada, het pad van de Dhamma
  3. Udana, exclamaties
  4. Itivuttaka, het zo-gezegde
  5. Suttanipata, de sutta-verzameling
  6. Vimanavatthu, verhalen van de hemelse huizen
  7. Petavatthu, verhalen van de petas of hongerige geesten
  8. Theragatha, verzen van de oudere monniken
  9. Therigatha, verzen van de oudere nonnen
  10. Jataka, geboorteverhalen
  11. Niddesa, expositie
  12. Patisambhidamagga, pad van onderscheidend vermogen
  13. Apadana, verhalen
  14. Buddhavamsa, geschiedenis van de boeddhas
  15. Cariyapitaka, de mand van het gedrag
  16. Nettippakarana, alleen in de Birmese Tipitaka
  17. Petakopadesa, alleen in de Birmese Tipitaka
  18. Milindapañha, de vragen van koning Milinda, de Griekse koning van Bactrië - alleen in de Birmese Tipitaka